# Phare de Portland Bill Low
Le phare de Portland Bill Low (maintenant en anglais : Old Lower Lighthouse) est un phare désaffecté situé sur Portland Bill (en), une péninsule à l'extrémité sud de l'Île de Portland, dans le comté du Dorset en Angleterre.
Ce phare fut géré par la Trinity House Lighthouse Service de Londres, l'organisation de l'aide maritime des côtes de l'Angleterre.
Il est maintenant protégé en tant que monument classé du Royaume-Uni de Grade II depuis septembre 1978.

## Histoire
La côte environnante de Portland, à savoir Portland Bill et Chesil Beach (en), a été connu à cause des nombreux navires qui ont fait naufrage au cours des siècles. Après des années de pétitions locales à Trinity House, celle-ci a reconnu la nécessité d'un phare sur cette péninsule. Le roi George Ier a accordé une patente à Trinity House en 1716 pour sa construction.
Deux phares ont été construits sur Portland Bill, le Low Light et celui à Branscombe Hill, et l'autre, le Old High Lighthouse. Les deux phares ont été mis en service le 29 septembre 1716. En 1789, Trinity House a engagé le constructeur de Weymouth William Johns pour démolir et reconstruire le phare inférieur. Le nouveau phare, de 63 pieds de haut et construit en pierre de Portland, a ensuite été installé avec une nouvelle lentille créée par Thomas Rogers. En 1869, Trinity House fit reconduire les deux phares pour permettre de meilleures améliorations.
Au début du 20e siècle, Trinity House a proposé les plans d'un nouveau phare à Bill Point, pour remplacer les deux phares actuels. Le nouveau phare, le phare de Portland Bill a été achevé en 1905. À sa mise en service, les deux phares d'origine ont été mis en vente aux enchères.
Pendant la Grande Guerre, le phare était « The Longstone Ope Tea Rooms and Gardens », puis il a changé de mains plusieurs fois. Puis le phare est devenu une maison familiale entre les deux guerres. Après la Seconde Guerre mondiale, le phare était vide et abandonné.

### Établissement d'un observatoire d'oiseaux
Au cours des années 1950, l'étude de la migration des oiseaux s'établit sur Portland, avec de nombreux ornithologues pionniers qui visitent l'île et Portland Bill. Grâce à la générosité de Mlle Helen Brotherton (en) et de sa famille, les ornithologues ont pu faire du phare leur base permanente d'observation. En mars 1961, les travaux de réparation et de restauration ont été achevés et l'observatoire a été inauguré officiellement par l'ornithologue sir Peter Markham Scott, Observatoire des oiseaux de Portland et Field Center. L'observatoire est devenu un organisme de bienfaisance enregistré. Il s'adresse à tous naturalistes et un hébergement de style auberge est disponible
Identifiant : ARLHS : ENG-109.
|                      |
| Old Lower Lighthouse |

|                      |
| Old Lower Lighthouse |

### Lien connexe
- Liste des phares en Angleterre